# IC 342
IC 342（Caldwell 5）は、きりん座の銀河である。この銀河は地球より700万光年離れている。また、銀河赤道の近くに位置している。塵による掩蔽は、アマチュアや天文学者が観察する事を困難にしている。
IC 342は、マフェイ銀河群（局所銀河群に最も近い銀河群の1つ）の中で最も明るい2つの銀河のうちの1つである。この銀河は1895年にウィリアム・デニングによって発見された。エドウィン・ハッブルは、当初は局所銀河群に属していると考えたが、後年この銀河は局所銀河群の外にある事がわかった。
1935年にハーロー・シャプレーは、この銀河の見かけの大きさ（角直径）は、アンドロメダ銀河（M31）やさんかく座銀河（M33）に次いで3番目に大きく、満月よりも広い、と発表した。なお、この順位は大マゼラン雲や小マゼラン雲を含めていない。
この銀河は、H II核を持つ。